# Fraude à la loi
Fraude à la loi (franska, ung. rättsbedrägeri), är ett juridiskt begrepp för ett förfaringssätt som syftar till att missbruka internationell privaträtt på så sätt att man skapar omständigheter enbart för att uppnå internationellt privaträttsliga fördelar. Detta kan ske genom att man manipulerar anknytningsfakta, till exempel genom att tillfälligt byta folkbokföringsort för att påverka vilken rättsordning som domstolar skall tillämpa på ett civilrättsligt rättsförhållande. Skillnaden mellan länders syn på och hantering av fraude à la loi varierar i hög grad.